# Agrochola sagittata
Agrochola sagittata là một loài bướm đêm trong họ Noctuidae.